# Mikhaïl Andreïevitch Belosselsky
 (août 2025).
Si vous disposez d'ouvrages ou d'articles de référence ou si vous connaissez des sites web de qualité traitant du thème abordé ici, merci de compléter l'article en donnant les références utiles à sa vérifiabilité et en les liant à la section « Notes et références ».
 (août 2025).
La mise en forme du texte ne suit pas les recommandations de Wikipédia : il faut le « wikifier ».
Les points d'amélioration suivants sont les cas les plus fréquents :
- Les titres sont pré-formatés par le logiciel. Ils ne sont ni en capitales, ni en gras.
- Le texte ne doit pas être écrit en capitales (les noms de famille non plus), ni en gras, ni en italique, ni en « petit »…
- Le gras n'est utilisé que pour surligner le titre de l'article dans l'introduction, une seule fois.
- L'italique est rarement utilisé : mots en langue étrangère, titres d'œuvres, noms de bateaux, etc.
- Les citations ne sont pas en italique mais en corps de texte normal. Elles sont entourées par des guillemets français : « et ».
- Les listes à puces sont à éviter, des paragraphes rédigés étant largement préférés. Les tableaux sont à réserver à la présentation de données structurées (résultats, etc.).
- Les appels de note de bas de page (petits chiffres en exposant, introduits par l'outil «  Source ») sont à placer entre la fin de phrase et le point final[comme ça].
- Les liens internes (vers d'autres articles de Wikipédia) sont à choisir avec parcimonie. Créez des liens vers des articles approfondissant le sujet. Les termes génériques sans rapport avec le sujet sont à éviter, ainsi que les répétitions de liens vers un même terme.
- Les liens externes sont à placer uniquement dans une section « Liens externes », à la fin de l'article. Ces liens sont à choisir avec parcimonie suivant les règles définies. Si un lien sert de source à l'article, son insertion dans le texte est à faire par les notes de bas de page.
- La présentation des références doit suivre les conventions bibliographiques. Il est recommandé d'utiliser les modèles {{Ouvrage}}, {{Chapitre}}, {{Article}}, {{Lien web}} et/ou {{Bibliographie}}. Le mode d'édition visuel peut mettre en forme automatiquement les références.
- Insérer une infobox (cadre d'informations à droite) n'est pas obligatoire pour parachever la mise en page.

Pour une aide détaillée, merci de consulter Aide:Wikification.
Si vous pensez que ces points ont été résolus, vous pouvez retirer ce bandeau et améliorer la mise en forme d'un autre article.
Mikhaïl Andreïevitch Belosselsky (en russe : Михаил Андреевич Белосельский), né le 1er novembre 1702 et mort le 19 janvier 1755, est un prince de la dynastie des Riourikides, vice‑amiral de la marine impériale russe et général‑crigscommissaire.

## Origines et débuts
Issu de la noble famille des Belosselsky-Belozersky, branche des Riourikides, il naît dans une lignée ancienne mais appauvrie. Son père sert comme stolnik auprès de la tsarine Praskovia Fiodorovna, demi-sœur de Pierre Ier le Grand.
En 1717, il entre dans la marine comme gardemarine. Il attire rapidement l’attention de Pierre Ier, qui lui confie des missions à l’étranger.

## Carrière militaire et diplomatique
En 1719, il embarque sur le vaisseau Esperance à destination de Lübeck, où il rencontre la duchesse de Mecklembourg, future impératrice Anne de Russie. 
Il devient michman en 1721, unter-lieutenant en 1724, et lieutenant-major en 1733. En 1732, il commande la goélette Élisabeth et escorte un ambassadeur chinois à Kronstadt.

## Disgrâce et réhabilitation
En 1736, il est exilé à Orenbourg pour avoir colporté des rumeurs sur la défunte sœur de la tsarine. Grâce à l’intervention de Vassili Tatischev, il est réhabilité : promu major, puis colonel en 1740, il devient conseiller à l’expédition des équipages.
En 1743, à la mort du général K. N. Zotov, il lui succède comme chef de l’expédition. Dès 1745, il dirige le Collège de l'Amirauté.

## Réformes et distinctions
Le 5 septembre 1747, il est nommé Général-crigscommissaire et vice-amiral. Il impose le port de l’uniforme blanc et interdit les vêtements civils en service.
Il est décoré de l’ordre de Sainte-Anne (1ʳᵉ classe) en février 1747, puis de l’Ordre de Saint-Alexandre Nevski en 1748.

## Fin de vie
En mai 1749, il quitte officiellement ses fonctions mais reste conseiller de l’impératrice Élisabeth. Il meurt de la tuberculose en janvier 1755 et est enterré à la laure Alexandre-Nevski à Saint-Pétersbourg.